# Dyskografia Hurts
Dyskografia Hurts – brytyjskiego synth popowego zespołu składa się z pięciu albumów studyjnych, jednego minialbumu, dwudziestu czterech singli (w tym jednego z gościnnym udziałem) oraz dwudziestu czterech teledysków.
Zespół powstał w 2009 roku pod nazwą Daggers. Założycielami grupy byli Theo Hutchcraft (wokalista) i Adam Anderson (klawisze, gitara). Rozczarowani brakiem komercyjnego sukcesu Hutchcraft i Anderson postanowili odejść z zespołu, by założyć nowy zespół z innym stylem muzycznym. W lipcu 2009 roku pod nazwą Hurts podpisali kontakt z wytwórniami muzycznymi Major Label i RCA Records.
W 2010 roku został wydany ich debiutancki singel „Better Than Love”, który zadebiutował na 50. pozycji w notowaniu UK Singles Chart, docierając również do 66. miejsca listy singli prowadzonej przez GfK Entertainment w Niemczech, 88. pozycji na liście Single Top 100 w Holandii oraz 56. miejsca w zestawieniu Singles Top 75 w Szwajcarii. 27 sierpnia tego samego roku ukazał się ich pierwszy album studyjny, zatytułowany Happiness, który uzyskał status podwójnej platynowej płyty w Niemczech i Polsce, platynowej w Finlandii i Szwajcarii oraz złotej w Austrii i w Wielkiej Brytanii. Drugim singlem z tego wydawnictwa został utwór „Wonderful Life”, który uplasował się w pierwszej dziesiątce list przebojów w Austrii, Danii, Niemczech, Polsce oraz w Szwajcarii. Trzecim singlem został utwór „Stay”, który uzyskał status złotej płyty w Austrii, Niemczech oraz w Szwajcarii. Następnymi singlami z płyty były „All I Want for Christmas Is New Year’s Day”, „Sunday”, „Illuminated” oraz „Blood, Tears & Gold”.
11 stycznia 2013 roku ukazał się singel „Miracle”, który promował drugi album studyjny, Exile. Album zadebiutował na drugim miejscu na liście przebojów w Finlandii oraz w Szwajcarii. Uzyskał także status złotej płyty w Niemczech, Polsce oraz w Szwajcarii. Następnymi singlami z płyty były „Blind” oraz „Somebody to Die For”. W tym samym roku grupa wystąpiła gościnnie w singlu „Under Control” Calvina Harrisa i Alesso, który zadebiutował na szczycie notowania UK Singles Chart, stając się tym samym pierwszym singlem numer jeden zespołu Hurts w ich rodzimym kraju.
W 2015 roku wydany został singel „Some Kind of Heaven”, promujący trzeci album studyjny Surrender, którego premiera miała miejsce 9 października 2015 roku. Singel dotarł do 6. miejsca zestawienia AirPlay – Top w Polsce oraz 66. pozycji szwajcarskiej listy Singles Top 75. Kolejnymi singlami promującymi wydawnictwo zostały utwory „Rolling Stone”, „Lights”, „Slow”, „Wish”, „Wings” oraz „Nothing Will Be Bigger Than Us”. 21 kwietnia 2017 roku opublikowano singel „Beautiful Ones”, zapowiadający czwarty album studyjny zespołu.

## Albumy studyjne
| Rok                                                     | Dane dot. albumu                                                                                          | Najwyższe pozycje na listach | Najwyższe pozycje na listach | Najwyższe pozycje na listach | Najwyższe pozycje na listach | Najwyższe pozycje na listach | Najwyższe pozycje na listach | Najwyższe pozycje na listach | Najwyższe pozycje na listach | Najwyższe pozycje na listach | Najwyższe pozycje na listach | Najwyższe pozycje na listach | Najwyższe pozycje na listach | Najwyższe pozycje na listach | Najwyższe pozycje na listach | Najwyższe pozycje na listach | Najwyższe pozycje na listach | Certyfikat                                                                                  | Sprzedaż                                                     |
| Rok                                                     | Dane dot. albumu                                                                                          | GBR                          | AUS                          | AUT                          | BEL (FLA)                    | BEL (WAL)                    | DNK                          | ESP                          | FIN                          | FRA                          | DEU                          | IRL                          | ITA                          | NLD                          | POL                          | SWE                          | CHE                          | Certyfikat                                                                                  | Sprzedaż                                                     |
| ------------------------------------------------------- | --- | ---------------------------- | ---------------------------- | ---------------------------- | ---------------------------- | ---------------------------- | ---------------------------- | ---------------------------- | ---------------------------- | ---------------------------- | ---------------------------- | ---------------------------- | ---------------------------- | ---------------------------- | ---------------------------- | ---------------------------- | ---------------------------- | ------------------------------------------------------------------------------------------- | ------------------------------------------------------------ |
| 2010                                                    | Happiness - Wydany: 27 sierpnia 2010 - Wytwórnia: Major Label, RCA Records - Format: CD, digital download | 4                            | 77                           | 2                            | 11                           | 34                           | 7                            | 47                           | 3                            | 135                          | 2                            | 9                            | 16                           | 18                           | 2                            | 4                            | 2                            | - GBR: złoto - AUT: złoto - FIN: platyna - DEU: 2× platyna - POL: 2× platyna - CHE: platyna | - GBR: 169 710+ - FIN: 20 168 - DEU: 400 000+ - CHE: 30 000+ |
| 2013                                                    | Exile - Wydany: 8 marca 2013 - Wytwórnia: Major Label, RCA Records - Format: CD, digital download         | 9                            | 90                           | 4                            | 24                           | 59                           | 31                           | 25                           | 2                            | 183                          | 3                            | 34                           | 34                           | 20                           | 3                            | 17                           | 2                            | - GER: złoto - POL: złoto - CHE: złoto                                                      | - GER: 100 000+ - CHE: 10 000+                               |
| 2015                                                    | Surrender - Wydany: 9 października 2015 - Wytwórnia: Columbia Records - Format: CD, digital download      | 12                           | –                            | 14                           | 17                           | 39                           | –                            | 55                           | 13                           | –                            | 8                            | 48                           | 42                           | 30                           | 9                            | 47                           | 1                            |                                                                                             |                                                              |
| 2017                                                    | Desire - Wydany: 29 września 2017 - Wytwórnia: Columbia Records - Format: CD, digital download            | 21                           | –                            | 24                           | 103                          | 180                          | –                            | 73                           | 6                            | –                            | 14                           | –                            | –                            | –                            | 9                            | –                            | 8                            |                                                                                             |                                                              |
| 2020                                                    | Faith - Wydany: 4 września 2020 - Wytwórnia: Lento Records - Format: CD, digital download                 | 21                           | –                            | 8                            | 138                          | –                            | –                            | –                            | –                            | –                            | 9                            | –                            | –                            | 59                           | 15                           | –                            | 10                           |                                                                                             |                                                              |
| „–” oznacza, że album nie był notowany na danej liście. | |                              |                              |                              |                              |                              |                              |                              |                              |                              |                              |                              |                              |                              |                              |                              |                              |                                                                                             |                                                              |

## EP
| Rok | Dane dot. albumu |
| --- | --- |
| 2010 | \| The Belle Vue EP \| \| -------------------------------------------------------------------------------------------------------------------------------------------------------------- \| \| 1. „Wonderful Life” (Radio Edit New Version) 2. „Wonderful Life” (Arthur Baker Remix) 3. „Better Than Love” (Radio Edit) 4. „Better Than Love” (Jamaica Remix) \| - Wydany: 9 lipca 2010 - Wytwórnia: Major Label - Format: digital download |
| The Belle Vue EP | |
| 1. „Wonderful Life” (Radio Edit New Version) 2. „Wonderful Life” (Arthur Baker Remix) 3. „Better Than Love” (Radio Edit) 4. „Better Than Love” (Jamaica Remix) | |

## Single
| 2010                                                     | „Better Than Love”                           | 50  | –  | –  | – | –  | 66 | –  | 88 | – | –  | 56 |                                             | Happiness |
| 2010                                                     | „Wonderful Life”                             | 21  | 6  | 27 | 8 | 15 | 2  | 38 | 83 | 1 | 30 | 4  | - AUT: złoto - GER: 3× złoto - SWI: platyna | Happiness |
| 2010                                                     | „Stay”                                       | 50  | 4  | –  | – | –  | 3  | –  | –  | 2 | –  | 6  | - AUT: złoto - GER: złoto - SWI: złoto      | Happiness |
| 2010                                                     | „All I Want for Christmas Is New Year’s Day” | –   | 67 | –  | – | –  | –  | –  | –  | – | –  | –  |                                             | Happiness |
| 2011                                                     | „Sunday”                                     | 57  | –  | –  | – | –  | –  | –  | –  | – | –  | –  |                                             | Happiness |
| 2011                                                     | „Illuminated”                                | 68  | –  | –  | – | –  | –  | –  | –  | – | –  | –  |                                             | Happiness |
| 2011                                                     | „Blood, Tears & Gold”                        | –   | 45 | –  | – | –  | 39 | –  | –  | – | –  | 54 |                                             | Happiness |
| 2013                                                     | „Miracle”                                    | 120 | 43 | –  | – | –  | 23 | –  | –  | – | –  | 27 |                                             | Exile     |
| 2013                                                     | „Blind”                                      | 180 | 60 | –  | – | –  | 52 | –  | –  | – | –  | –  |                                             | Exile     |
| 2013                                                     | „Somebody to Die For”                        | –   | 57 | –  | – | –  | 46 | –  | –  | – | –  | 62 |                                             | Exile     |
| 2015                                                     | „Some Kind of Heaven”                        | –   | –  | –  | – | –  | –  | –  | –  | 6 | –  | 66 |                                             | Surrender |
| 2015                                                     | „Rolling Stone”                              | –   | –  | –  | – | –  | –  | –  | –  | – | –  | –  |                                             | Surrender |
| 2015                                                     | „Lights”                                     | –   | –  | –  | – | –  | –  | –  | –  | – | –  | –  |                                             | Surrender |
| 2015                                                     | „Slow”                                       | –   | –  | –  | – | –  | –  | –  | –  | – | –  | –  |                                             | Surrender |
| 2015                                                     | „Wish”                                       | –   | –  | –  | – | –  | –  | –  | –  | – | –  | –  |                                             | Surrender |
| 2015                                                     | „Wings”                                      | –   | –  | –  | – | –  | –  | –  | –  | – | –  | –  |                                             | Surrender |
| 2016                                                     | „Nothing Will Be Bigger Than Us”             | –   | –  | –  | – | –  | –  | –  | –  | – | –  | –  |                                             | Surrender |
| 2017                                                     | „Beautiful Ones”                             | –   | –  | –  | – | –  | –  | –  | –  | – | –  | –  |                                             | Desire    |
| 2017                                                     | „Ready to Go”                                | –   | –  | –  | – | –  | –  | –  | –  | 5 | –  | –  |                                             | Desire    |
| 2017                                                     | „Chaperone”                                  | –   | –  | –  | – | –  | –  | –  | –  | – | –  | –  |                                             | Desire    |
| 2020                                                     | „Voices”                                     | –   | –  | –  | – | –  | –  | –  | –  | – | –  | –  |                                             | Faith     |
| 2020                                                     | „Suffer”                                     | –   | –  | –  | – | –  | –  | –  | –  | – | –  | –  |                                             | Faith     |
| 2020                                                     | „Redemption”                                 | –   | –  | –  | – | –  | –  | –  | –  | – | –  | –  |                                             | Faith     |
| 2020                                                     | „Somebody”                                   | –   | –  | –  | – | –  | –  | –  | –  | – | –  | –  |                                             | Faith     |
| 2020                                                     | „All I Have to Give”                         | –   | –  | –  | – | –  | –  | –  | –  | – | –  | –  |                                             | Faith     |
| „–” oznacza, że singel nie był notowany na danej liście. |                                              |     |    |    |   |    |    |    |    |   |    |    |                                             |           |

### Z gościnnym udziałem
| Rok  | Tytuł                                    | Najwyższe pozycje na listach | Najwyższe pozycje na listach | Najwyższe pozycje na listach | Najwyższe pozycje na listach | Najwyższe pozycje na listach | Najwyższe pozycje na listach | Najwyższe pozycje na listach | Najwyższe pozycje na listach | Najwyższe pozycje na listach | Najwyższe pozycje na listach | Najwyższe pozycje na listach | Najwyższe pozycje na listach | Najwyższe pozycje na listach | Najwyższe pozycje na listach | Najwyższe pozycje na listach | Najwyższe pozycje na listach | Certyfikat                                             | Album  |
| Rok  | Tytuł                                    | GBR                          | AUS                          | AUT                          | BEL (FLA)                    | CAN                          | DEN                          | FIN                          | FRA                          | DEU                          | IRL                          | NLD                          | NOR                          | NZL                          | POL                          | SWE                          | CHE                          | Certyfikat                                             | Album  |
| ---- | ---------------------------------------- | ---------------------------- | ---------------------------- | ---------------------------- | ---------------------------- | ---------------------------- | ---------------------------- | ---------------------------- | ---------------------------- | ---------------------------- | ---------------------------- | ---------------------------- | ---------------------------- | ---------------------------- | ---------------------------- | ---------------------------- | ---------------------------- | ------------------------------------------------------ | ------ |
| 2013 | „Under Control” (Calvin Harris & Alesso) | 1                            | 17                           | 21                           | 42                           | 82                           | 28                           | 5                            | 55                           | 24                           | 5                            | 59                           | 9                            | 31                           | 7                            | 8                            | 34                           | - UK: złoto - AUS: platyna - ITA: platyna - SWI: złoto | Motion |

## Pozostałe utwory

### Z gościnnym udziałem
| Rok  | Utwór     | Album  | Uwagi                                      |
| ---- | --------- | ------ | ------------------------------------------ |
| 2014 | „Ecstasy” | Motion | Gościnny występ w utworze Calvina Harrisa. |

### Notowane na listach
| Rok  | Tytuł       | Najwyższe pozycje na listach | Album               |
| Rok  | Tytuł       | DEU                          | Album               |
| ---- | ----------- | ---------------------------- | ------------------- |
| 2013 | „Ohne Dich” | 88                           | Somebody to Die For |

## Teledyski
| Rok  | Singel                                               | Reżyser                    |
| ---- | ---------------------------------------------------- | -------------------------- |
| 2010 | „Better Than Love”                                   | Wiz                        |
| 2010 | „Wonderful Life” (wersja pierwsza)                   | Dawn Shadforth             |
| 2010 | „Wonderful Life” (wersja druga)                      | Joseph Cross               |
| 2010 | „Stay”                                               | Dave Ma                    |
| 2010 | „All I Want for Christmas Is New Year’s Day”         | Olly Williams, Phil Sansom |
| 2011 | „Sunday”                                             | Wiz                        |
| 2011 | „Illuminated”                                        | Giorgio Testi              |
| 2011 | „Blood, Tears & Gold”                                | Hurts                      |
| 2013 | „Miracle” (wersja pierwsza)                          | Chris Turner               |
| 2013 | „Miracle” (wersja druga)                             | Frank Borin                |
| 2013 | „Blind”                                              | Nez Khammal                |
| 2013 | „Somebody to Die For”                                | Frank Borin                |
| 2013 | „Under Control” Singel Calvina Harrisa wraz z Alesso | Emil Nava                  |
| 2015 | „Some Kind of Heaven”                                | Chino Moya                 |
| 2015 | „Lights”                                             | Dawn Shadforth             |
| 2015 | „Wish”                                               | Bryan Adams                |
| 2015 | „Wings”                                              | Dawn Shadforth             |
| 2016 | „Nothing Will Be Bigger Than Us”                     | Seth Finegold, Ben Lowe    |
| 2017 | „Beautiful Ones”                                     | Tim Mattia                 |
| 2017 | „Ready to Go”                                        | Thomas James               |
| 2017 | „Chaperone”                                          | Frederick Lloyd            |
| 2020 | „Redemption”                                         | Frederick Lloyd            |
| 2020 | „Somebody”                                           | Grandmas                   |
| 2020 | „All I Have to Give”                                 | Chris Turner               |